# Sở Nghiên cứu Chính trị Xã hội
Sở Nghiên cứu Chính trị Xã hội (tiếng Pháp: Service des Études Politiques et Sociales, viết tắt là SEPES nên còn được gọi tắt là Xê Pê) là cơ quan tình báo, phản gián chiến lược của chính quyền Việt Nam Cộng hòa thời Đệ Nhất cộng hòa. Sở này được thành lập năm 1956, với Chánh sở là Đốc phủ sứ Vũ Tiến Huân (sau Trần Kim Tuyến thay chức), trực thuộc Phủ Tổng thống, và có nhiệm vụ điều tra, thu thập tin tình báo chiến lược về mọi mặt; tổ chức, chỉ huy các hoạt động gián điệp tại Bắc Việt, bảo vệ an ninh nội bộ. Sở có các chi nhánh tại Huế, Viêng Chăn, Phnôm Pênh, Bangkok, Kuala Lumpur, và Singapore.

## Hoạt động
Sở Nghiên cứu Chính trị Xã hội đã đưa nhiều điệp viên vượt vĩ tuyến 17 thu thập tin tình báo, gây chiến tranh tâm lý, rải truyền đơn. Sở cũng từng có nhiều hoạt động tìm cách lật đổ chính quyền trung lập tại Lào và Campuchia nhằm xây dựng chính quyền thân Mỹ và Sài Gòn.
Tuy mục đích chính của Sở Nghiên cứu Chính trị Xã hội là chống lại các lực lượng Cộng sản, hoạt động của Sở bị chi phối bởi Đảng Cần lao và dần đưa vào phục vụ đảng. Lực lượng cảnh sát đặc biệt được dùng thi hành các biện pháp truy bắt đối phương. Ước tính vào đầu thập niên 1960 có khoảng 20.000 tù nhân chính trị do Sở Nghiên cứu Chính trị Xã hội giam giữ.
Vì không dự đoán được cuộc đảo chính 11 tháng 11 năm 1960, giám đốc Trần Kim Tuyến bị thất sủng và Sở Nghiên cứu Chính trị Xã hội phải thu hẹp quyền lực. Cho đến năm 1962, Sở lại bị quy trách nhiệm không dự báo được Vụ đánh bom Dinh Độc Lập của hai phi công Nguyễn Văn Cử và Phạm Phú Quốc, nên bị Tổng thống Ngô Đình Diệm giải thể và Trần Kim Tuyến được đưa đi làm Tổng lãnh sự tại Ai Cập.